# L'uomo del miracolo
L'uomo del miracolo (The Miracle Man) è un film muto del 1919 diretto da George Loane Tucker.

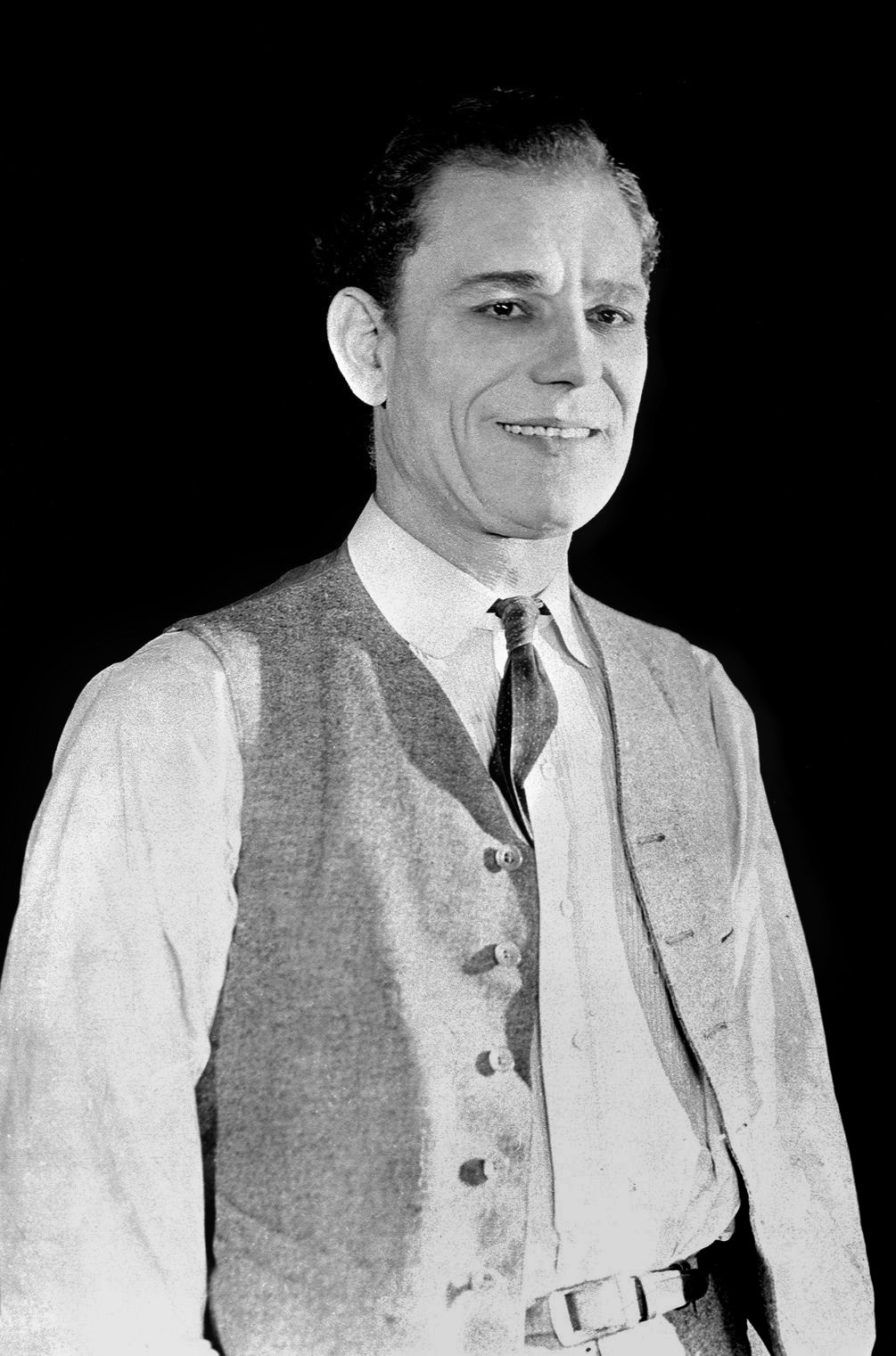
Lon Chaney sul set del film

La sceneggiatura si basa sull'omonimo romanzo di Frank L. Packard pubblicato a New York nel 1914 e sul lavoro teatrale dallo stesso titolo di George M. Cohan, andato in scena a Broadway il 21 settembre 1914
Fu il film col maggiore incasso nell'anno 1919.

## Produzione
Il film fu prodotto da George Loane Tucker per la Mayflower Photoplay Company e la Paramount Pictures. Venne girato nel 1919 nei Robert Brunton Studios al 5451 Marathon, di Hollywood e alla Court of Miracles, agli Universal Studios, 100 Universal City Plaza.

## Distribuzione
Il copyright del film, richiesto dalla Mayflower Photoplay Corp., fu registrato il 9 agosto 1919 con il numero LP14072.
Distribuito dalla Famous Players-Lasky Corporation, il film uscì nelle sale cinematografiche degli Stati Uniti il 26 agosto con una prima a inviti tenuta a New York l'11 agosto 1919. Il film incassò, a fronte di un investimento di 120.000 dollari, 3 milioni di dollari. In Italia venne distribuito nel 1924.
Oggigiorno, ne rimane solo qualche fotogramma per un totale di circa tre minuti conservati negli archivi della Library of Congress di Washington. Viene considerato un film perduto.

### Censura
Per la versione da distribuire in Italia la censura - che concesse nel gennaio 1924 il visto 19158 "con riserva" - eliminò tutte le sequenze riproducenti "il più lurido angiporto di una metropoli americana, nel quale si muovono ed agiscono le più losche e criminali figure di uomini e donne, vera scuola di addestramento al delitto".